# Lidl-Trek
Lidl-Trek (voorheen Trek-Segafredo, Trek Factory Racing, daarvoor RadioShack-Nissan-Trek en nog eerder Team Leopard-Trek) is een Amerikaanse wielerploeg, die in 2010 werd opgericht door de Luxemburgse zakenman Flavio Becca. De ploeg kreeg een UCI World Tour licentie bij de UCI voor het seizoen 2011. De ploeg werd op 6 januari 2011 gepresenteerd.

## Historie
Tijdens de laatste maanden van 2010 stond het project bekend als Pro Team Luxembourg of Luxembourg Pro Cycling Project. De ploeg had het eerste jaar geen hoofdsponsor, oprichter Becca stelde zich garant voor de financiering van de ploeg voor de komende vier jaar. Fietsenfabrikant Trek werd de grootste sponsor en droeg zorg voor de fietsen. Andere sponsoren waren onder andere Craft, Mercedes-Benz en Enovos.
Op 5 september 2011 werd een fusie bekendgemaakt met het Team RadioShack. Vanaf 2012 gaat de ploeg verder onder de naam RadioShack-Nissan-Trek (Professional Cycling Team) met, naast RadioShack en Trek, het automerk Nissan als nieuwe hoofdsponsors. De opleidingsploeg van RadioShack-Nissan-Trek komt in 2012 uit onder de naam Leopard- Trek Continental Team.
In 2013 wordt de naam van de ploeg opnieuw gewijzigd; eerst was het Leopard-Trek, toen RadioShack-Nissan-Trek en voor 2013 gaat de ploeg RadioShack-Leopard-Trek heten. Nissan is gestopt met de shirtsponsoring, wel krijgt de ploeg het geld nog voor 2013 van Nissan.
Op 26 juni 2013 werd bekendgemaakt dat de ploeg vanaf 2014 verderging met Trek als hoofdsponsor. Hiermee kwam een eind aan de onzekere periode nadat RadioShack in maart 2013 bekendmaakte te zullen stoppen met sponsoring.
Op 16 december 2015 werd bekendgemaakt dat het Italiaanse koffiemerk Segafredo een driejarig contract als titelsponsor heeft getekend met hoofdsponsor Trek. Vanaf 2016 gaat de ploeg hierdoor verder onder de naam Trek-Segafredo.
Vanaf 2019 heeft het team ook een vrouwenploeg.
Op 30 mei 2023 werd bekend dat supermarktketen Lidl vanaf 30 juni 2023 de nieuwe hoofdsponsor wordt en dat de ploeg verdergaat onder de naam Lidl-Trek.

## Ploeg
Het management van de ploeg was in handen van Johan Bruyneel. Na het uitbrengen door het Amerikaanse dopingagentschap USADA van een lijvig rapport met dopingbeschuldigingen aan het adres van Lance Armstrong en een aantal van zijn voormalige ploegmaats, waarin ook Bruyneel van onregelmatigheden wordt beschuldigd, werd de samenwerking tussen RadioShack-Nissan-Trek en Bruyneel in onderling overleg beëindigd op 12 oktober 2012.

De ploegleiders zijn Kim Andersen, José Azevedo, Alain Gallopin, Luca Guercilena en Lars Michaelsen.

## Seizoen 2011
Op 6 januari 2011 werd de ploeg voorgesteld in het d'Cocque Sportcentrum in de stad Luxemburg. Hierbij waren onder meer UCI-voorzitter Pat McQuaid en prins Félix van Luxemburg aanwezig. Na de ploegenpresentatie vertrok het team voor een trainingskamp naar Mallorca. De eerste wedstrijd waarin Leopard-Trek aan de start verscheen was de Cancer Council Classic in Australië. Op 2 maart boekte Dominic Klemme de eerste overwinning voor Leopard-Trek in de GP Le Samyn.
Op 9 mei kwam Wouter Weylandt om het leven na een valpartij tijdens de derde rit in de Giro d'Italia. Een dag later leidde de ploeg, vergezeld door Weylandts boezemvriend Tyler Farrar, het eerbetoon aan Wouter door als eerste de finish te passeren van de geneutraliseerde etappe. De volgende dag verliet het team de wedstrijd.
Tijdens de Tour de France behaalden Andy en Fränk Schleck beide het podium: Andy werd tweede in het eindklassement, achter winnaar Cadel Evans, Fränk werd derde. Het was voor het eerst in de geschiedenis van de Tour dat twee broers op het podium stonden.

## Seizoen 2012
De officiële lancering van het team 2012 vond plaats op 6 januari in Luxemburg. Daar werd bekendgemaakt dat Fabian Cancellara de kopman is voor de klassieke wedstrijden, terwijl de gebroeders Andy en Fränk Schleck dat zullen zijn in de etappewedstrijden.
Op 17 juli 2012 werd bekendgemaakt door de Internationale Wielrenunie (UCI) dat Fränk Schleck positief getest was op doping tijdens de Tour de France 2012. Volgens de analyze van het dopinglab van Châtenay-Malabry van een staal die bij hem werd afgenomen na de finish van de 13e etappe zou bij hem sporen van het verboden middel xipamide zijn gevonden. Dit vochtafdrijvend middel kan gebruikt worden om doping te maskeren. De UCI vroeg zijn ploeg RadioShack om "noodzakelijke maatregelen" te nemen om de Ronde van Frankrijk op een waardige manier door te laten gaan.

## Erelijst

### Grote ronden
| Jaar | Ronde van Italië                    | Ronde van Italië                                                 | Ronde van Frankrijk                         | Ronde van Frankrijk       | Ronde van Spanje                     | Ronde van Spanje                                         |
| Jaar | hoogste klassering                  | etappewinst                                                      | hoogste klassering                          | etappewinst               | hoogste klassering                   | etappewinst                                              |
| ---- | ----------------------------------- | ---------------------------------------------------------------- | ------------------------------------------- | ------------------------- | ------------------------------------ | -------------------------------------------------------- |
| 2011 | Teruggetrokken                      | Teruggetrokken                                                   | Andy Schleck                                | 18e Andy Schleck          | 5e Maxime Monfort                    | 1e Ploegentijdrit 20e Daniele Bennati                    |
| 2012 | 31e Thomas Rohregger                |                                                                  | 6e Haimar Zubeldia                          | proloog Fabian Cancellara | 16e Maxime Monfort                   | 18e Daniele Bennati                                      |
| 2013 | 15e Robert Kišerlovski              |                                                                  | 14e Maxime Monfort                          | 2e Jan Bakelants          | ↑ Chris Horner                       | 3e en 10e Chris Horner 11e Fabian Cancellara             |
| 2014 | 10e Robert Kišerlovski              | 18e Julián Arredondo                                             | 8e Haimar Zubeldia                          |                           | 87e Kristof Vandewalle               |                                                          |
| 2015 | 32e Fabio Felline                   |                                                                  | 7e Bauke Mollema                            |                           | 23e Haimar Zubeldia                  | 8e Jasper Stuyven 12e Danny van Poppel 18e Fränk Schleck |
| 2016 | 39e Riccardo Zoidl Giacomo Nizzolo  |                                                                  | 11e Bauke Mollema                           |                           | 19e Haimar Zubeldia Fabio Felline    |                                                          |
| 2017 | 7e Bauke Mollema                    |                                                                  | 9e Alberto Contador                         | 15e Bauke Mollema         | 5e Alberto Contador                  | 20e Alberto Contador                                     |
| 2018 | 18e Gianluca Brambilla              |                                                                  | 26e Bauke Mollema                           | 9e John Degenkolb         | 16e Gianluca Brambilla Bauke Mollema |                                                          |
| 2019 | 5e Bauke Mollema Giulio Ciccone     | 16e Giulio Ciccone                                               | 11e Richie Porte                            |                           | 28e Peter Stetina                    |                                                          |
| 2020 | 7e Vincenzo Nibali                  |                                                                  | ↑ Richie Porte                              |                           | 42e Juan Pedro López                 |                                                          |
| 2021 | 18e Vincenzo Nibali                 |                                                                  | 20e Bauke Mollema                           | 14e Bauke Mollema         | 13e Juan Pedro López                 |                                                          |
| 2022 | 10e Juan Pedro López                | 15e Giulio Ciccone                                               | 25e Bauke Mollema                           | 13e Mads Pedersen         | 64e Kenny Elissonde                  | 13e, 16e en 19e Mads Pedersen                            |
| 2023 | 31e Toms Skujiņš                    | 6e Mads Pedersen                                                 | 29e Mattias Skjelmose Jensen Giulio Ciccone | 8e Mads Pedersen          | 17e Juan Pedro López                 |                                                          |
| 2024 | 39e Juan Pedro López Jonathan Milan | 4e, 11e en 13e Jonathan Milan                                    | 11e Giulio Ciccone                          |                           | 5e Mattias Skjelmose                 |                                                          |
| 2025 | 54e Carlos Verona Mads Pedersen     | 1e, 3e, 5e en 13e Mads Pedersen 10e Daan Hoole 15e Carlos Verona | 59e Quinn Simmons Jonathan Milan            | 8e en 17e Jonathan Milan  |                                      |                                                          |